# ZK (Band)
ZK war eine deutsche Punkband aus Düsseldorf, die als Vorläuferband der Gruppe Die Toten Hosen gilt. Anfangs nannte sie sich Zentralkomitee Stadtmitte, in der Szene etablierte sich aber primär die Abkürzung ZK. In Folge wurde der Name offiziell übernommen.

## Geschichte
ZK wurde im November 1978 von Campino, Ralf Isbert und Claus Fabian gegründet. Der erste Auftritt erfolgte im April 1979 in einer Kirche im Kaarster Stadtteil Holzbüttgen. Der Posten des Gitarristen wechselte anfangs ständig. Erst Ende 1980 wurde er mit Andreas von Holst fest besetzt.
Die Gruppe spielte anfangs Punkrock, entwickelte dann jedoch ihren Stil beständig weiter und integrierte Schlager- und Rockabilly-Elemente in ihre Musik. Auffällig waren die humorvollen Texte der Gruppe, die sich beispielsweise um Putzfrauenphobien, in Badewannen sitzende Cowboys oder Weihnachtsmänner mit unerwünschten Geschenken drehten.
1979 und 1980 wurde jeweils eine Single veröffentlicht, 1981 folgte das Album Eddie’s Salon. Am 21. November 1981 gaben ZK ihr letztes Konzert im Okie-Dokie in Neuss. Die Bandmitglieder gingen anschließend verschiedene Wege. Nach Auflösung der Band erschien 1982 noch ein Live-Album.
Campino, von Holst und der Roadie Andreas Meurer gründeten im Anschluss die Band Die Toten Hosen. Fabian gründete Die Mimmi’s und betreibt seit 1982 das Bremer Punklabel Weser Label. Isbert gründete die Rockabilly-Formation Panhandle Alks.
Im Jahre 2000 kam es im Rahmen eines gemeinsamen Konzertes von Die Toten Hosen und Die Ärzte zu einer einmaligen Reunion der Band, bei der das Stück So wie Konrad dargeboten wurde. Mehrere Lieder der Band, zum Beispiel Dosenbier und Hahnenkampf, werden live von den Mimmi’s gespielt.
2005 traf sich die Band in finaler Besetzung im Proberaum der Toten Hosen. Die Session wurde auf der DVD Friss oder stirb veröffentlicht.
Im Rahmen der Weihnachtskonzerte der Toten Hosen, die am 26. Dezember 2009 von den Mimmi’s begleitet wurden, spielten ZK einige Songs als Überraschungsvorband.
Mit der Wiederveröffentlichung des Albums Eddie‘s Salon zum 40-jährigen Jubiläum gelang der Band im Dezember 2021 der Einzug in die deutschen Albumcharts.

## Diskografie

### Singles
- 1979: Tip von Twinky
- 1980: Das Grauen geht auf große Fahrt

### Alben
- 1981: Eddie’s Salon
- 1982: Leichen pflasterten ihren Weg (Live)
- 1996: Auf der Suche nach dem heiligen Gral